# Аверюшкин, Николай Владимирович
Никола́й Влади́мирович Аве́рюшкин (род. 26 августа 1956, Москва, РСФСР, СССР) — советский и российский актёр, композитор, поэт и общественный деятель.

## Биография
Родился 26 августа 1956 года в Москве в рабочей семье. Детство прошло на Усачёвке.
В 1971 году поступил в профессионально-техническое художественное училище № 64. С 1974 по 1976 годы служил в Советской Армии. После армии попытался поступить в московские театральные вузы, но везде получал отказ. В 1978 году, поступил во Всероссийскую творческую мастерскую эстрадного искусства (ВТМЭИ) при Росконцерте. Художественным руководителем мастерской был Л. С. Маслюков, народный артист РСФСР. Учился у А. А. Ределя, А. А. Харламовой, Ю. А. Гусакова, Г. П. Виноградова. После окончания ВТМЭИ в 1980 году поступил в музыкальное училище им. Октябрьской Революции, в дальнейшем МГИМ им. А. Г. Шнитке на отделение музыкальной комедии. В 1983 году весь курс, в котором учился Николай, перевели в РАМ имени Гнесиных. В 1984 году выпустился.

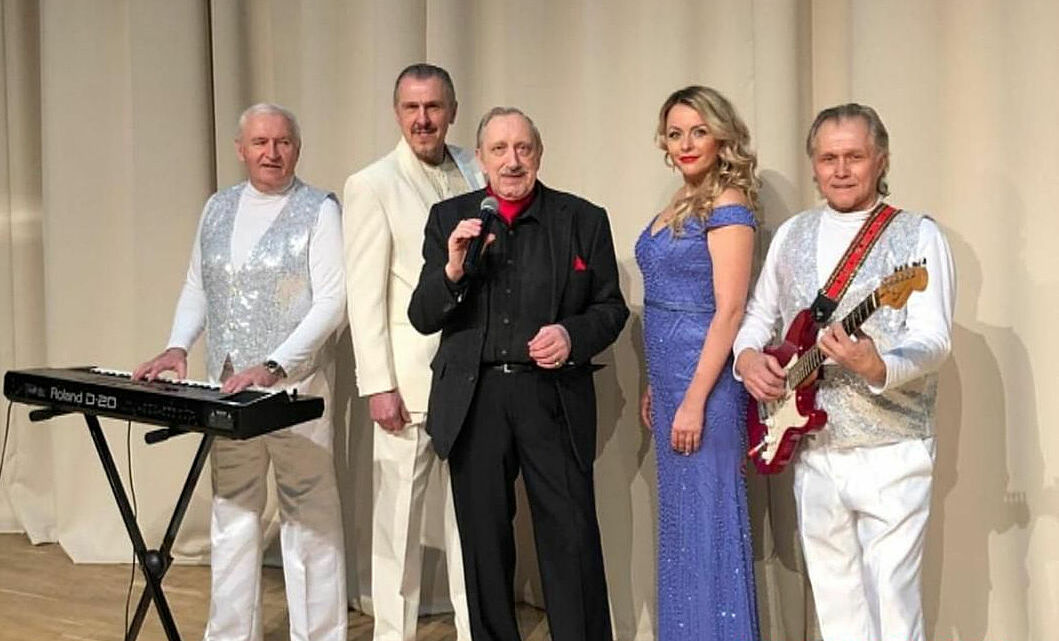
Николай Аверюшкин и ВИА «Пламя» под руководством Юлии Ариничевой

В качестве актёра дебютировал в спектакле «Каждой женщине хочется быть Дульсинеей» (по мотивам пьесы А. М. Володина «Дульсинея Тобосская»).
В 1983 году Аверюшкин стал руководителем театральной студии в МИИГАиКе. В 1988 году открыл один из первых кооперативных театров в стране под названием «Элита».
С 2010 по 2012 год Николай Аверюшкин принимал участие в благотворительных проектах для детей инвалидов в Международном центре искусств Маргариты Майской «Арт-Изо-Центр», в 2011 году стал почётным членом жюри фестиваля.

### Семья
- Жена (с 1983 г.) — Елена Валентиновна Ордынская (род. 15 мая 1962, Баку), актриса и певица[2].
  - Дочь — Наталья Николаевна Аверюшкина (род. 1993)[2].
  - Сын — Александр Николаевич Аверюшкин (род. 1979).

## Фильмография
1. 1979 — Возьми меня с собой — мужик / разбойник
2. 1980 — Ледяная внучка — эпизод
3. 1983 — Мы из джаза —  Георгий (Жора) Рябов, музыкант (скрипка, ударные инструменты)
4. 1983 — Человек на полустанке — Женя Стриж, ремонтник, член бригады Фёдора Таранина
5. 1985 — Зимний вечер в Гаграх — Серёга, продавец в мебельном магазине
6. 1985 — Мой избранник — Евгений Мыльников, официант в пивном баре, бывший рабочий
7. 1985 — Человек с аккордеоном — ведущий концерта
8. 1986 — Лермонтов — слуга
9. 1986 — Михайло Ломоносов (серия № 6 «Врата учёности») — секретарь Ивана Даниловича Шумахера
10. 1986 — Певучая Россия — эпизод
11. 1988 — Артистка из Грибова — Павел Коротьков, сотрудник телефонного узла
12. 1989 — Криминальный квартет — заведующий магазином
13. 1990 — Николай Вавилов (серия № 5 «Старший сын») — член президиума совещания
14. 1991 — Исчадье ада — эпизод
15. 1991 — Летучий голландец — официант
16. 1992 — Назад в СССР / Back in the USSR (США) —  Аид, подручный Курилова
17. 1992 — Прикосновение — Сергей, друг следователя Андрея Крутицкого
18. 1993 — Дети чугунных богов — Черепанов, вальцовщик
19. 1995 — Мелкий бес — Евгений Иванович, доктор
20. 1996 — Мужчина для молодой женщины — Митя
21. 2002 — Мужская работа 2 — эпизод
22. 2002 — Линия защиты (серия № 4 «Скоро мы будем вместе», серия № 9 «Переходный возраст») — прокурор
23. 2003 — Время — деньги — Артурыч
24. 2003 — Здравствуй, столица! —«Мих Мих», режиссёр фильма «Цена человека»
25. 2003 — Театральный блюз — врач-психиатр
26. 2005 — Рысак — свояк
27. 2005 — Адвокат 2 (серия № 8 (22) «Любовный квадрат») — прокурор
28. 2007 — Иван Подушкин. Джентльмен сыска 2 — Петренко
29. 2007 — Агентство «Алиби» (серия № 79 «Фэншуй») — эпизод
30. 2008 — Ворожея — Виктор Владимирович, начальник Евгении Демидовой
31. 2008 — И всё-таки я люблю… — Александр Иванович, отец Володи
32. 2008 — Происшествие в городе М — Зальцман, профессор
33. 2008—2011 — Универ — Андрей Казимирович Сергеев, отец Сильвестра Андреевича, дед Саши
34. 2009 — Папины дочки — член жюри конкурса
35. 2009 — Офицеры 2 — Голованов
36. 2010 — Каденции — охранник
37. 2011 — Воронины — друг Николая Петровича (серия 191)
38. 2011 — Закон и порядок. Преступный умысел 4 (серия № 6 «Хороший-плохой») — Маркус Густавсон
39. 2011 — Амазонки (серия № 4 «Дело о пропавшей памяти») — Эдуард Леонидович Трубецкой, бомж
40. 2011 — Немного не в себе (серия № 1) — художник
41. 2012 — Девушка в приличную семью — Сергей Борисович Волынский, отец Александра
42. 2013 — Балабол (фильм № 5 «Паспортная история») — кладовщик
43. 2013 — Вероника. Беглянка — врач Виктора
44. 2013 — Красотка — Семён
45. 2013 — Операция «Кукловод» — Молчунов
46. 2014 — На дне — Бубнов, картузник
47. 2014 — Светофор (фильм № 153) — Сергей Анатольевич Иванов, сексолог
48. 2016 — Семейные обстоятельства — председатель адвокатской палаты
49. 2016 — Маргарита Назарова — Цаплер
50. 2017 — Анна Каренина — помещик
51. 2017 — Гражданский брак — профессор
52. 2018 — Вольная грамота — Добромыслов
53. 2019 — Про Лёлю и Миньку — кондуктор в поезде
54. 2020 — Анна-детективъ-2 — Соломон Яковлевич Лурье, аптекарь
55. 2023 — Шаляпин — Василий Ключевский, историк

## Киножурнал «Фитиль»
1. 1983 — Выпуск № 258 (новелла «Полезный тест») — сотрудник
2. 1984 — Выпуск № 264 (новелла «Временный парадокс») — работник учреждения
3. 1985 — Выпуск № 275 (новелла «Вне закона») — один из рабочих
4. 1985 — Выпуск № 282 (новелла «Заслонка») — подчинённый (нет в титрах)
5. 1987 — Выпуск № 296 (новелла «Картинка с выставки») — корреспондент
6. 1989 — Выпуск № 325 (новелла «Спецподготовка») — эпизод
7. 1989 — Выпуск № 326 (новелла «Ради нескольких строчек…») — оператор (нет в титрах)
8. 1993 — Выпуск № 369 (новелла «Голь на выдумку…») — парикмахер
9. 1993 — Выпуск № 372 (новелла «Кто коренней?») — пьяница
10. 1994 — Выпуск № 380 (новелла «Люстра») — продавец люстры
11. 1994 — Выпуск № 381 (новелла «Последний стахановец») — могильщик
12. 1994 — Выпуск № 384 (новелла «Доходное место») — мошенник
13. 1994 — Выпуск № 388 (новелла «Рекламная пауза») — камео
14. 1995 — Спецвыпуск № 394 (новелла «Полный кворум»)

## Награды
- 2014 — специальная премия за отечественный вклад в развитие жанра «хоррор» (вместе с Александром Зуевым) за 2013 год на IV российском международном кинофестивале (кинопремии) остросюжетного кино и фильмов ужасов «Капля» в Москве — за исполнение одной из главных ролей в российском художественном фильме ужасов «Прикосновение» (1992) режиссёра Альберта Мкртчяна[3][4].